# Anne Pohjola
 Anne Pohjola (née en 1985 à Lapinlahti), est une joueuse finlandaise de ringuette évoluant au poste d'avant-attaquante. Elle joue actuellement pour le Lapinlahen dans la Ligue d'élite professionnelle de Finlande. Elle est capitaine de son club. Elle est aussi membre de l'équipe nationale de ringuette de Finlande. 
Fait marquant de sa carrière, aux Championnats mondiaux de 2007, lors du match de la finale contre le Canada, elle marque deux buts donnant la victoire (5-4) à son pays. Elle marque le but victorieux en temps supplémentaire ce qui permet à la Finlande de gagner la médaille d'or ,.

## Statistiques

### Au niveau international
| Année | Évènement                         |   | PJ | B  | A  | Pts | +/- | Pun           |  | Résultat |
| 2007  | Championnat du monde de ringuette | 4 | 17 | 11 | 28 | -   | 6   | Médaille d'or |  |          |
| 2010  | Championnat du monde de Ringuette | 5 | 5  | 14 | 19 | -   | 6   | Médaille d'or |  |          |

## Palmarès
- 4 titres de championnats de Finlande (tous remporté avec le Lapinlahden Luistin -89).
- Médaille d'or  aux Championnats mondiaux de 2007
- Médaille d'or  aux Championnats mondiaux de 2010

## Honneurs individuels
- Élue joueuse MVP aux Championnats mondiaux de 2007[8]
- Meilleure pointeuse (marqueuse de buts) dans la Ligue d'élite professionnel de Finlande pour la saison 2008-09 avec un total de 191 points (74 buts et 117 assistances) en 23 matchs[9].Ce qui est un record historique en Finlande.
- Élue joueuse MVP du Championnat national de Finlande 2008-09 et 2010-11[10]
- Élue dans l'équipe d'étoiles All stars des Championnats mondiaux de 2010[11]